# Northtown Mall (Blaine, Minnesota)
Northtown Mall es un centro comercial localizado en  Blaine, Minnesota, Estados Unidos. Actualmente, el centro comercial cuenta con Herberger's, Best Buy, The Home Depot y Burlington Coat Factory como principales tiendas. Adicionalmente, "Northtown Mall" cuenta con más de 100 tiendas y restaurantes, así como un patio de comidas y "Paladin Academy" escuela pública. El centro comercial es propiedad de "Glimcher Realty Trust".

## Historia
El centro comercial abrió sus puertas en 1972 y sus principales tiendas originalmente fueron Montgomery Ward, Powers Dry Goods y Woolworth. MainStreet se añadió como la quinta tienda principal en 1983 y en 1988 al poco tiempo abrir la cadena MainStreet se convirtió en Kohl. Powers Dry Goods se convirtió en Donaldson cuando las acciones de la cadena fueron adquiridas. El viejo Woolworth se dividió entre HomePlace y Best Buy a finales de 1990, el mismo año en que el patio de comidas fue añadido al centro comercial. Donaldson más tarde se convirtió en Carson Pirie Scott, más tarde a Mervyn, y después Mervyn dejó Minnesota a Herberger's.

## Cambios en las principales tiendas
En 2001 HomePlace y Montgomery Ward cerraron las últimas de sus tiendas; HomePlace fue reemplazada con Steve & Barry en 2003. tres años después Kohl fue reubicado fuera del centro comercial; el mismo año que Mervyn cerro sus locaciones en Twin Cities. (Mervyn fue la tienda de mayor rendimiento en el centro comercial "Northtown" en el área de Minneapolis-St. Paul.) Kohl ha sido reemplazado con Burlington Coat Factory que se inauguró en 2005.

## Rediseño
En 2007, LA Fitness fue añadido al centro comercial como parte de su renovación. Esta tienda reemplazo el espacio de comercios minoristas. Asimismo, la antigua sede de Montgomery fue demolida y The Home Depot fue construido sobre el espacio de la antigua tienda; sin embargo, The Home Depot no está abierto en el exterior del centro comercial.
El 23 de enero de 2008 Bon-Ton anuncio la apertura de Herberger's en la antigua locación de  Mervyn.  La tienda abrió sus puertas el 10 de septiembre de 2008 La tienda asumió una posición principal en el centro comercial que alguna vez fue ocupado por Carson Pirie Scott, el cual hoy en día es socio corporativo de Herberger's.

## Principales tiendas
- Becker Home Furniture
- Best Buy
- Burlington Coat Factory
- Herberger's
- The Home Depot

## Tiendas junior
- LA Fitness